# Campeonato Mundial de Hóquei no Gelo
O Campeonato Internacional de Hóquei no Gelo é um torneio anual disputado pelas melhores seleções de hóquei no gelo. O torneio é organizado pela Federação Internacional de Hóquei no Gelo.

## História do torneio

### Anos iniciais
Nos primeiros torneios, a seleção canadense dominou. Para se ter uma ideia, entre 1920 e 1932 eles venceram o torneio seis vezes.
Entre 1940 e 1946 o torneio não foi realizado em ocasião da Segunda Guerra Mundial.

### Do pós-guerra aos anos 1970
Os canadenses continuaram a dominar o torneio nos primeiros anos após a volta do torneio, mas de 1954 em diante o torneio ficou cada vez mais competitivo. Tchecoslováquia e Suécia melhoraram o nível de jogo, e a União Soviética entrava na competição pela primeira vez.
A hegemonia canadense foi rompida por causa da proibição dos profissionais da NHL de participarem do torneio. Tanto os Estados Unidos quanto o Canadá foram prejudicados; as seleções européias, compostas em sua maior parte de amadores (ainda que algumas seleções tinham status duvidoso e contestável) e quase não foram atingidas pela proibição. Muitos canadenses viram essa decisão como discriminatória.

### Dos anos 1970 até o fim daGuerra Fria
Durante esse período os soviéticos dominaram o torneio, chegando a vencê-lo por nove vezes seguidas. Em 1970 a FIHG permitiu que os canadenses escolhessem nove profissionais para jogarem por seu país e suas outras ligas profissionais. Porém, o campeonato ocorre na mesma época da Copa Stanley, o que tornava impossível a convocação dos melhores jogadores, que defendiam seus clubes nos playoffs ao mesmo tempo em que a seleção nacional jogava na Europa. Essa decisão foi revista e revogada mais tarde, o que provocou o boicote canadense por sete anos seguidos. Durante esse período os soviéticos e os tchecoslovacos dividiram os torneios entre si, com destaque para o primeiro. O time venceu 22 torneios antes de o país deixar de existir em 1991.
Em 1976, o novo presidente da federação decidiu permitir a entrada de profissionais em todas as equipes, e o Canadá retornou no ano seguinte. Não só esta seleção se beneficiou, mas todas as outras. O nível da competição ficou tão alto que nem mesmo os mais experientes jogadores da NHL puderam dominar o torneio sozinhos. A primeira vitória do Canadá só ocorreu em 1994, 18 anos depois da decisão da FIHG e 33 anos depois da última vitória canadense.

### Pós-Guerra Fria
No início da década de 1990, dois países, a União Soviética e a Tchecoslováquia deixaram de existir. Várias consequências foram sentidas, sendo que as mais importantes foram essas:
1. Os jogadores desses países agora eram livres para jogarem na NHL, o que fez com que eles não pudessem mais defender seus países, já que os playoffs da Stanley Cup são realizados na mesma época do campeonato;
2. Os países que se tornaram independentes queriam que suas seleções participassem na elite, mas apenas Rússia e República Tcheca tiveram esse privilégio. As novas seleções tiveram que jogar a terceira divisão antes de alcançar os níveis mais altos.

Essa última razão foi a que mais provocou modificações no sistema do torneio. Ficou claro que muitas das novas seleções se tornariam melhores que muitas existentes. Países como Áustria, França, Alemanha e Suíça se sentiram ameaçadas com a adesão de tantos times talentosos. Em pouco tempo a FIHG decidiu expandir o torneio para que todos tivessem seu espaço.

### O novo milênio
No início dos anos 2000, as duas seleções que compunham a Tchecoslováquia dominaram. Eslovacos e tchecos venceram em 2002, e em 1999, 2000 e 2001 respectivamente. O Canadá voltou a ser a temida seleção que era antes, e já venceu o torneio por três vezes na década: em 2003, 2004 e 2007, assim como os torneios de hóquei dos Jogos Olímpicos de Inverno de 2002 e 2006, e a Copa do Mundo de Hóquei. A Rússia, principal sucessora da União Soviética, venceu o torneio de 2008 e parece estar se recuperando da separação do país gradualmente, pois venceu novamente em 2009, 2012 e 2014.

## Formato
O formato atual possui 16 times no campeonato principal, e três divisões de acesso: 12 times na Divisão I, 12 times na Divisão II, e os times remanescentes na Divisão III . No nível mais alto, os times são divididos em 2 grupos de 8, com os quatro primeiros de cada grupo indo para a segunda fase, e os últimos sendo rebaixados para a Divisão I. A segunda fase é um torneio eliminatório de jogo único, com quartas-de-final, semifinal, disputa de terceiro e final.

## Torneio masculino

### Edições
| Ano           | Sede                      |                  | Final             | Final              | Final            |            | Disputa do 3º lugar | Disputa do 3º lugar | Disputa do 3º lugar |
| Ano           | Sede                      | Vencedor         | Placar            | Vice-campeão       | 3º lugar         | Placar     | 4º lugar            |                     |                     |
| 1920 Detalhes | Bélgica                   | Canadá           | s/d               | Estados Unidos     | Tchecoslováquia  | s/d        |                     |                     |                     |
| 1924 Detalhes | França                    | Canadá           | s/d               | Estados Unidos     | Grã-Bretanha     | s/d        | Suécia              |                     |                     |
| 1928 Detalhes | Suíça                     | Canadá           | s/d               | Suécia             | Suíça            | s/d        | Grã-Bretanha        |                     |                     |
| 1930 Detalhes | Áustria França Alemanha   | Canadá           | s/d               | Alemanha           | Suíça            | s/d        | Áustria             |                     |                     |
| 1931 Detalhes | Polônia                   | Canadá           | s/d               | Estados Unidos     | Áustria          | s/d        | Polônia             |                     |                     |
| 1932 Detalhes | Estados Unidos da América | Canadá           | s/d               | Estados Unidos     | Alemanha         | s/d        | Polônia             |                     |                     |
| 1933 Detalhes | Tchecoslováquia           | Estados Unidos   | 2 - 1             | Canadá             | Tchecoslováquia  | 2 - 0      | Áustria             |                     |                     |
| 1934 Detalhes | Itália                    | Canadá           | 2 - 1             | Estados Unidos     | Alemanha         | 2 - 1      | Suíça               |                     |                     |
| 1935 Detalhes | Suíça                     | Canadá           | s/d               | Suíça              | Grã-Bretanha     | s/d        | Tchecoslováquia     |                     |                     |
| 1936 Detalhes | Alemanha                  | Grã-Bretanha     | s/d               | Canadá             | Estados Unidos   | s/d        | Tchecoslováquia     |                     |                     |
| 1937 Detalhes | Grã-Bretanha              | Canadá           | s/d               | Grã-Bretanha       | Suíça            | s/d        | Alemanha            |                     |                     |
| 1938 Detalhes | Tchecoslováquia           | Canadá           | 3 - 1             | Grã-Bretanha       | Tchecoslováquia  | 3 - 0      | Alemanha            |                     |                     |
| 1939 Detalhes | Suíça                     | Canadá           | s/d               | Estados Unidos     | Suíça            | 2 - 0      | Tchecoslováquia     |                     |                     |
| 1947 Detalhes | Tchecoslováquia           | Tchecoslováquia  | s/d               | Suécia             | Áustria          | s/d        | Suíça               |                     |                     |
| 1948 Detalhes | Suíça                     | Canadá           | s/d               | Tchecoslováquia    | Suíça            | s/d        | Suécia              |                     |                     |
| 1949 Detalhes | Suécia                    | Tchecoslováquia  | s/d               | Canadá             | Estados Unidos   | s/d        | Suécia              |                     |                     |
| 1950 Detalhes | Grã-Bretanha              | Canadá           | s/d               | Estados Unidos     | Suíça            | s/d        | Grã-Bretanha        |                     |                     |
| 1951 Detalhes | França                    | Canadá           | s/d               | Suécia             | Suíça            | s/d        | Noruega             |                     |                     |
| 1952 Detalhes | Noruega                   | Canadá           | s/d               | Estados Unidos     | Suécia           | 5 - 3      | Tchecoslováquia     |                     |                     |
| 1953 Detalhes | Suíça                     | Suécia           | s/d               | Alemanha Ocidental | Suíça            | s/d        | Tchecoslováquia     |                     |                     |
| 1954 Detalhes | Suécia                    | União Soviética  | s/d               | Canadá             | Suécia           | s/d        | Tchecoslováquia     |                     |                     |
| 1955 Detalhes | Alemanha Ocidental        | Canadá           | s/d               | União Soviética    | Tchecoslováquia  | s/d        | Estados Unidos      |                     |                     |
| 1956 Detalhes | Itália                    | União Soviética  | s/d               | Estados Unidos     | Canadá           | s/d        | Suécia              |                     |                     |
| 1957 Detalhes | União Soviética           | Suécia           | s/d               | União Soviética    | Tchecoslováquia  | s/d        | Finlândia           |                     |                     |
| 1958 Detalhes | Noruega                   | Canadá           | s/d               | União Soviética    | Suécia           | s/d        | Tchecoslováquia     |                     |                     |
| 1959 Detalhes | Tchecoslováquia           | Canadá           | s/d               | União Soviética    | Tchecoslováquia  | s/d        | Estados Unidos      |                     |                     |
| 1960 Detalhes | Estados Unidos da América | Estados Unidos   | s/d               | Canadá             | União Soviética  | s/d        | Tchecoslováquia     |                     |                     |
| 1961 Detalhes | Suíça                     | Canadá           | s/d               | Tchecoslováquia    | União Soviética  | s/d        | Suécia              |                     |                     |
| 1962 Detalhes | Estados Unidos da América | Suécia           | s/d               | Canadá             | Estados Unidos   | s/d        | Finlândia           |                     |                     |
| 1963 Detalhes | Suécia                    | União Soviética  | s/d               | Suécia             | Tchecoslováquia  | s/d        | Canadá              |                     |                     |
| 1964 Detalhes | Áustria                   | União Soviética  | s/d               | Suécia             | Tchecoslováquia  | s/d        | Canadá              |                     |                     |
| 1965 Detalhes | Finlândia                 | União Soviética  | s/d               | Tchecoslováquia    | Suécia           | s/d        | Canadá              |                     |                     |
| 1966 Detalhes | Iugoslávia                | União Soviética  | s/d               | Tchecoslováquia    | Canadá           | s/d        | Suécia              |                     |                     |
| 1967 Detalhes | Áustria                   | União Soviética  | s/d               | Suécia             | Canadá           | s/d        | Tchecoslováquia     |                     |                     |
| 1968 Detalhes | França                    | União Soviética  | s/d               | Tchecoslováquia    | Canadá           | s/d        | Suécia              |                     |                     |
| 1969 Detalhes | Suécia                    | União Soviética  | s/d               | Suécia             | Tchecoslováquia  | s/d        | Canadá              |                     |                     |
| 1970 Detalhes | Suécia                    | União Soviética  | s/d               | Suécia             | Tchecoslováquia  | s/d        | Finlândia           |                     |                     |
| 1971 Detalhes | Suíça                     | União Soviética  | s/d               | Tchecoslováquia    | Suécia           | s/d        | Finlândia           |                     |                     |
| 1972 Detalhes | Tchecoslováquia           | Tchecoslováquia  | s/d               | União Soviética    | Suécia           | s/d        | Finlândia           |                     |                     |
| 1973 Detalhes | União Soviética           | União Soviética  | s/d               | Suécia             | Tchecoslováquia  | s/d        | Finlândia           |                     |                     |
| 1974 Detalhes | Finlândia                 | União Soviética  | s/d               | Tchecoslováquia    | Suécia           | s/d        | Finlândia           |                     |                     |
| 1975 Detalhes | Alemanha Ocidental        | União Soviética  | s/d               | Tchecoslováquia    | Suécia           | s/d        | Finlândia           |                     |                     |
| 1976 Detalhes | Polônia                   | Tchecoslováquia  | s/d               | União Soviética    | Suécia           | s/d        | Estados Unidos      |                     |                     |
| 1977 Detalhes | Áustria                   | Tchecoslováquia  | s/d               | Suécia             | União Soviética  | s/d        | Canadá              |                     |                     |
| 1978 Detalhes | Tchecoslováquia           | União Soviética  | s/d               | Tchecoslováquia    | Canadá           | s/d        | Suécia              |                     |                     |
| 1979 Detalhes | União Soviética           | União Soviética  | s/d               | Tchecoslováquia    | Suécia           | s/d        | Canadá              |                     |                     |
| 1981 Detalhes | Suécia                    | União Soviética  | s/d               | Suécia             | Tchecoslováquia  | s/d        | Canadá              |                     |                     |
| 1982 Detalhes | Finlândia                 | União Soviética  | s/d               | Tchecoslováquia    | Canadá           | s/d        | Suécia              |                     |                     |
| 1983 Detalhes | Alemanha Ocidental        | União Soviética  | s/d               | Tchecoslováquia    | Canadá           | s/d        | Suécia              |                     |                     |
| 1985 Detalhes | Tchecoslováquia           | Tchecoslováquia  | s/d               | Canadá             | União Soviética  | s/d        | Estados Unidos      |                     |                     |
| 1986 Detalhes | União Soviética           | União Soviética  | s/d               | Suécia             | Canadá           | s/d        | Finlândia           |                     |                     |
| 1987 Detalhes | Áustria                   | Suécia           | s/d               | União Soviética    | Tchecoslováquia  | s/d        | Canadá              |                     |                     |
| 1989 Detalhes | Suécia                    | União Soviética  | s/d               | Canadá             | Tchecoslováquia  | s/d        | Suécia              |                     |                     |
| 1990 Detalhes | Suíça                     | União Soviética  | s/d               | Suécia             | Tchecoslováquia  | s/d        | Canadá              |                     |                     |
| 1991 Detalhes | Finlândia                 | Suécia           | s/d               | Canadá             | União Soviética  | s/d        | Estados Unidos      |                     |                     |
| 1992 Detalhes | Tchecoslováquia           | Suécia           | 5 - 2             | Finlândia          | Tchecoslováquia  | 5 - 2      | Suíça               |                     |                     |
| 1993 Detalhes | Alemanha                  | Rússia           | 3 - 1             | Suécia             | República Tcheca | 5 - 1      | Canadá              |                     |                     |
| 1994 Detalhes | Itália                    | Canadá           | 2 - 1 (1 - 0)     | Finlândia          | Suécia           | 7 - 2      | Estados Unidos      |                     |                     |
| 1995 Detalhes | Suécia                    | Finlândia        | 4 - 1             | Suécia             | Canadá           | 4 - 1      | República Tcheca    |                     |                     |
| 1996 Detalhes | Áustria                   | República Tcheca | 4 - 2             | Canadá             | Estados Unidos   | 4 - 3      | Rússia              |                     |                     |
| 1997 Detalhes | Finlândia                 | Canadá           | 2 - 3 3 - 1 2 - 1 | Suécia             | República Tcheca | 4 - 3      | Rússia              |                     |                     |
| 1998 Detalhes | Suíça                     | Suécia           | 1 - 0 0 - 0       | Finlândia          | República Tcheca | 4 - 0      | Suíça               |                     |                     |
| 1999 Detalhes | Noruega                   | República Tcheca | 3 - 1 1 - 4 1 - 0 | Finlândia          | Suécia           | 3 - 2      | Canadá              |                     |                     |
| 2000 Detalhes | Rússia                    | República Tcheca | 5 - 3             | Eslováquia         | Finlândia        | 2 - 1      | Canadá              |                     |                     |
| 2001 Detalhes | Alemanha                  | República Tcheca | 3 - 2             | Finlândia          | Suécia           | 3 - 2      | Estados Unidos      |                     |                     |
| 2002 Detalhes | Suécia                    | Eslováquia       | 4 - 3             | Rússia             | Suécia           | 5 - 3      | Finlândia           |                     |                     |
| 2003 Detalhes | Finlândia                 | Canadá           | 3 - 2             | Suécia             | Eslováquia       | 4 - 2      | República Tcheca    |                     |                     |
| 2004 Detalhes | República Tcheca          | Canadá           | 5 - 3             | Suécia             | Estados Unidos   | 1 - 0      | Eslováquia          |                     |                     |
| 2005 Detalhes | Áustria                   | República Tcheca | 3 - 0             | Canadá             | Rússia           | 6 - 3      | Suécia              |                     |                     |
| 2006 Detalhes | Letônia                   | Suécia           | 4 - 0             | República Tcheca   | Finlândia        | 5 - 0      | Canadá              |                     |                     |
| 2007 Detalhes | Rússia                    | Canadá           | 4 - 2             | Finlândia          | Rússia           | 3 - 1      | Suécia              |                     |                     |
| 2008 Detalhes | Canadá                    | Rússia           | 5 - 4             | Canadá             | Finlândia        | 4 - 0      | Suécia              |                     |                     |
| 2009 Detalhes | Suíça                     | Rússia           | 2 - 1             | Canadá             | Suécia           | 4 - 2      | Estados Unidos      |                     |                     |
| 2010 Detalhes | Alemanha                  | República Tcheca | 2 - 1             | Rússia             | Suécia           | 3 - 1      | Alemanha            |                     |                     |
| 2011 Detalhes | Eslováquia                | Finlândia        | 6 - 1             | Suécia             | República Tcheca | 7 - 4      | Rússia              |                     |                     |
| 2012 Detalhes | Finlândia / Suécia        | Rússia           | 6 - 2             | Eslováquia         | República Tcheca | 3 - 2      | Finlândia           |                     |                     |
| 2013 Detalhes | Suécia / Finlândia        | Suécia           | 5 - 1             | Suíça              | Estados Unidos   | 3 - 2      | Finlândia           |                     |                     |
| 2014 Detalhes | Bielorrússia              | Rússia           | 6 - 2             | Finlândia          | Suécia           | 3 - 0      | República Tcheca    |                     |                     |
| 2015 Detalhes | República Tcheca          | Canadá           | 6 - 1             | Rússia             | Estados Unidos   | 3 - 0      | República Tcheca    |                     |                     |
| 2016 Detalhes | Rússia                    | Canadá           | 2 - 0             | Finlândia          | Rússia           | 7 - 2      | Estados Unidos      |                     |                     |
| 2017 Detalhes | Alemanha / França         | Suécia           | 2 - 1 (OT)        | Canadá             | Rússia           | 5 - 3      | Finlândia           |                     |                     |
| 2018 Detalhes | Dinamarca                 | Suécia           | 3 - 2             | Suíça              | Estados Unidos   | 4 - 1      | Canadá              |                     |                     |
| 2019 Detalhes | Eslováquia                | Finlândia        | 3 - 1             | Canadá             | Rússia           | 3 - 2 (OT) | República Tcheca    |                     |                     |
| 2021 Detalhes | Letônia                   | Canadá           | 3 - 2 (OT)        | Finlândia          | Estados Unidos   | 6 - 1      | Alemanha            |                     |                     |
| 2022 Detalhes | Finlândia                 | Finlândia        | 4 - 3 (OT)        | Canadá             | República Tcheca | 8 - 4      | Estados Unidos      |                     |                     |
| 2023 Detalhes | Finlândia / Letônia       | Canadá           | 5 - 2             | Alemanha           | Letônia          | 4 - 3      | Estados Unidos      |                     |                     |

### Histórico de Medalhas

Equipes campeãs mundiais

| Country                           | Participações | Ouro    | Prata   | Bronze  | Medals   |
| --------------------------------- | ------------- | ------- | ------- | ------- | -------- |
| Canadá                            | 76            | 28      | 16      | 9       | 53       |
| Rússia União Soviética Total      | 29 34 63      | 5 22 27 | 3 7 10  | 4 5 10  | 12 34 47 |
| Chéquia Checoslováquia Total      | 30 52 82      | 6 12    | 1 12 13 | 6 16 22 | 13 34 47 |
| Suécia                            | 81            | 11      | 19      | 17      | 47       |
| Finlândia                         | 69            | 4       | 9       | 3       | 16       |
| Estados Unidos                    | 74            | 2       | 9       | 9       | 20       |
| Grã-Bretanha                      | 18            | 1       | 2       | 2       | 5        |
| Eslováquia                        | 27            | 1       | 2       | 1       | 4        |
| Suíça                             | 55            | 0       | 3       | 8       | 11       |
| Alemanha Alemanha Ocidental Total | 43 24 67      | 0       | 2 1 3   | 2 0 2   | 4 1 5    |
| Áustria                           | 34            | 0       | 0       | 2       | 2        |
| Letónia                           | 31            | 0       | 0       | 1       | 1        |
| Total                             |               | 86      | 86      | 86      | 258      |

## Torneio feminino

### Edições
| Ano  | Sede                                    | Ouro           | Prata          | Bronze    |
| ---- | --------------------------------------- | -------------- | -------------- | --------- |
| 1990 | Ottawa · ( Canadá)                      | Canadá         | Estados Unidos | Finlândia |
| 1992 | Tampere · ( Finlândia)                  | Canadá         | Estados Unidos | Finlândia |
| 1994 | Lake Placid · ( Estados Unidos)         | Canadá         | Estados Unidos | Finlândia |
| 1997 | Kitchener · ( Canadá)                   | Canadá         | Estados Unidos | Finlândia |
| 1999 | Espoo · ( Finlândia)                    | Canadá         | Estados Unidos | Finlândia |
| 2000 | Mississauga · ( Canadá)                 | Canadá         | Estados Unidos | Finlândia |
| 2001 | Minneapolis · ( Estados Unidos)         | Canadá         | Estados Unidos | Rússia    |
| 2004 | Halifax · ( Canadá)                     | Canadá         | Estados Unidos | Finlândia |
| 2005 | Linköping, Norrköping · ( Suécia)       | Estados Unidos | Canadá         | Suécia    |
| 2007 | Winnipeg · ( Canadá)                    | Canadá         | Estados Unidos | Suécia    |
| 2008 | Harbin · ( China)                       | Estados Unidos | Canadá         | Finlândia |
| 2009 | Hämeenlinna · ( Finlândia)              | Estados Unidos | Canadá         | Finlândia |
| 2011 | Zurique · ( Suíça )                     | Estados Unidos | Canadá         | Finlândia |
| 2012 | Burlington · ( Estados Unidos)          | Canadá         | Estados Unidos | Suíça     |
| 2013 | Ottawa · ( Canadá)                      | Estados Unidos | Canadá         | Rússia    |
| 2015 | Malmö · ( Suécia)                       | Estados Unidos | Canadá         | Finlândia |
| 2016 | Kamloops · ( Canadá)                    | Estados Unidos | Canadá         | Rússia    |
| 2017 | Plymouth (Michigan) · ( Estados Unidos) | Estados Unidos | Canadá         | Finlândia |
| 2019 | Espoo · ( Finlândia)                    | Estados Unidos | Finlândia      | Canadá    |
| 2021 | Calgary · ( Canadá)                     | Canadá         | Estados Unidos | Finlândia |
| 2022 | Herning · ( Dinamarca)                  | Canadá         | Estados Unidos | Chéquia   |
| 2023 | Brampton · ( Canadá)                    | Estados Unidos | Canadá         | Chéquia   |
| 2024 | Utica (Nova Iorque) · ( Estados Unidos) | Canadá         | Estados Unidos | Finlândia |

### Histórico de Medalhas
- Dados atualizados

|   | Seleção        | Ouro | Prata | Bronze | Total |
| - | -------------- | ---- | ----- | ------ | ----- |
| 1 | Canadá         | 13   | 9     | 1      | 23    |
| 2 | Estados Unidos | 10   | 13    | 0      | 23    |
| 3 | Finlândia      | 0    | 1     | 14     | 15    |
| 4 | Rússia         | 0    | 0     | 3      | 3     |
| 6 | Chéquia        | 0    | 0     | 2      | 2     |
| 5 | Suécia         | 0    | 0     | 2      | 2     |
| 6 | Suíça          | 0    | 0     | 1      | 1     |